# Der Glockenkrieg (Film)
Der Glockenkrieg ist ein Fernsehfilm aus dem Jahr 1981. Er beruht auf dem Roman Der Glockenkrieg von Ernst Wolfgang Freissler. Der Stoff wurde bereits 1957 unter dem Titel Heiraten verboten verfilmt.

## Handlung
Die Bewohner der Ortschaften Summering und Schellenberg streiten sich um einen Wald, der zwischen den beiden Gemeinden liegt. Der Streit eskaliert, als die Summeringer behaupten, die Nachbarn würden ihnen mit den Kirchenglocken die Gewitter zutreiben. In diesem Glockenkrieg werden in Summering die Kirchenglocken gegen Kuhglocken ausgetauscht.
Schließlich rebellieren die Schellenberger Junggesellen und die Summeringer Mädchen. Nur die Liebe und die Ortspfarrer können den Konflikt noch schlichten.